# Nickel Grass
Операция «Nickel Grass» — стратегическая воздушная операция, которая проводилась Соединенными Штатами для доставки оружия и предметов снабжения в Израиль во время войны Судного дня в 1973 году. В течение 32 дней военное командование воздушными силами ВВС США доставило 22 325 тонн военных грузов:  танков, артиллерии, боеприпасов и припасов в транспортных самолётах Lockheed C-141 Starlifter и Lockheed C-5 Galaxy с октября по 14 ноября 1973 г. Поддержка США помогла Израилю пережить скоординированное и неожиданное нападение со стороны поддерживаемой Советским Союзом Арабской Республики Египет и Сирийской Арабской Республики.
После обещания США о поддержке 19 октября арабские страны-экспортеры нефти в рамках Организации стран-экспортеров нефти (ОПЕК) исполнили свои объявленные предупреждения об использовании нефти в качестве «оружия», и объявили полное нефтяное эмбарго в отношении Соединенных Штатов, и ограничения на другие страны. Это, и одновременный провал переговоров по ценам и производству между экспортерами и крупными нефтяными компаниями, привели к нефтяному кризису 1973 года.

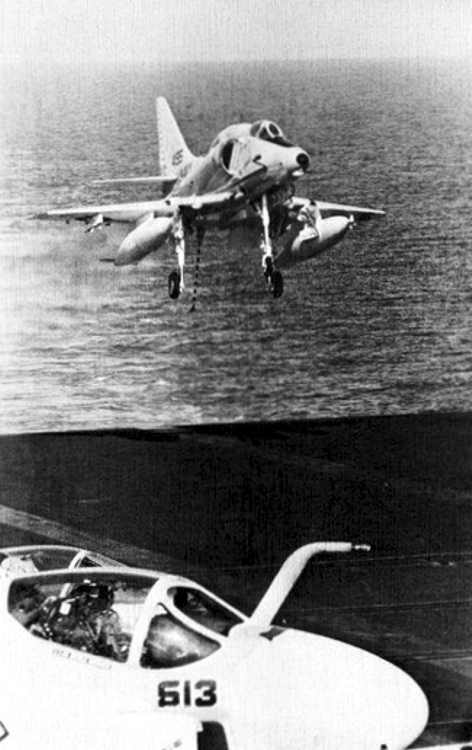
Посадка A-4E на USS Франклин Рузвельт в октябре 1973 года.